# Adhurst St Mary
Adhurst St Mary – osada w Anglii, w hrabstwie Hampshire, w dystrykcie East Hampshire. Leży 34 km na wschód od miasta Winchester i 78 km na południowy zachód od Londynu.